# White Bear Lake (Minnesota)
White Bear Lake es una ciudad ubicada en los condados de Ramsey y Washington, Minnesota, Estados Unidos. Tiene una población estimada, a mediados de 2021, de 24 130 habitantes.
La mayoría de la superficie de la ciudad se encuentra en el condado de Ramsey, pero una pequeña zona se extiende hacia el condado de Washington.
Forma parte del área metropolitana de Minneapolis-Saint Paul.

## Geografía
La ciudad está ubicada en las coordenadas 45°3′55″N 93°0′46″O / 45.06528, -93.01278. Según la Oficina del Censo de los Estados Unidos, tiene una superficie total de 22.37 km², de la cual 20.84 km² corresponden a tierra firme y 1.53 km² están cubiertos de agua.

## Demografía
Según el censo de 2020, en ese momento la ciudad tenía una población de 24 883 habitantes. La densidad de población era de 1194.00 hab./km². El 82.51% de los habitantes eran blancos, el 4.16% eran afroamericanos, el 0.46% eran amerindios, el 4.76% eran asiáticos, el 0.04% eran isleños del Pacífico, el 2.15% eran de otras razas y el 5.93% eran de una mezcla de razas. Del total de la población, el 5.47% eran hispanos o latinos de cualquier raza.